# سربیتسه (ناحیه تپلیتسه)
سربیتسه (به چکی: Srbice) یک منطقهٔ مسکونی در جمهوری چک است که در ناحیه تپلیتسه واقع شده‌است. سربیتسه ۲٫۱۳ کیلومتر مربع مساحت و ۲۷۳ نفر جمعیت دارد و ۲۰۳ متر بالاتر از سطح دریا واقع شده‌است.